# Webová kamera

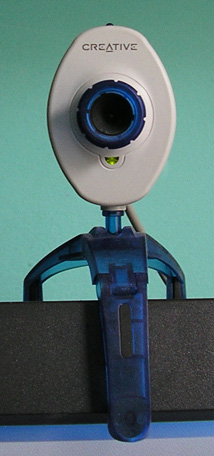
Ukázka webkamery

Webová kamera (běžně nazývána webkamera, hovorově také webka nebo kamerka) patří do počítačových vstupních zařízení, podobných fotoaparátu, kameře či skeneru. Pořizuje obraz, který většinou promítá na internet. Díky tomu je aktuální záběr dostupný uživateli na počítači s připojením k internetu kdekoliv na světě. Provozovatel s rychlým internetovým připojením může umožnit i častější snímání (a odesílání) snímků a uživatel může tyto obrázky sledovat plynule (jako video).
S nízkou cenou nastal jejich rozmach a mnoho dnešních domácích uživatelů i firem proto webkamery používá jak pro obrazovou komunikaci, tak pro ochranu majetku či osob.
Mnoho měst, obcí, kulturních a sportovních areálů, ale i jednotlivců zpřístupnilo své webkamery široké veřejnosti a tím podpořilo především turistický ruch.
Přínosem pro veřejnost je využití webkamer na důležitých dopravních tepnách, dálnicích a ulicích, kde každý řidič může sledovat aktuální stav dopravy takřka on-line. Zajímavým využitím je jejich umístění zejména na horách, tedy neustálé a hlavně aktuální monitorování sněhu.

## Historie
První použití webové kamery se datuje do roku 1991, kdy byla umístěna v „Trojan room“, oddělení počítačových věd Cambridge University a směřovala na kávovou konvici. Webová kamera fungovala až do 22. srpna 2001, kdy byla nakonec vypnuta. Poslední obraz pořízený touto kamerou je stále možné vidět na domovských webových stránkách Cambridge University. Nejstarší dosud fungující webovou kamerou je FogCam v San Francisco State University, která běží nepřetržitě od roku 1994.
Jedno z nejvíce známých webkamerových míst pro širokou veřejnost bylo JenniCam, fungující od roku 1996, které nabízelo uživatelům
internetu pozorovat život jejich jmenovců, podobně jako v televizní reality show Big Brother, která byla zahájena o 3 roky později.
Ještě dříve, internetové stránky Justin.tv předvedly plynulé video a audio přenos z mobilní kamery připevněné na hlavě místní hvězdy.
Další kamery byly umístěny na mostech, veřejných prostranstvích a ostatních místech a jejich obraz byl k dispozici na veřejné
webové stránce s původním konceptem „webcam“. Od té doby začaly vznikat podobné webové stránky, které poskytovaly tisíce živých video přenosů
nebo aktuálních statických snímků z různých míst na Zemi, což umožnilo mnohým uživatelům vidět aktuální pohled na tisíce kilometrů vzdálené místo.

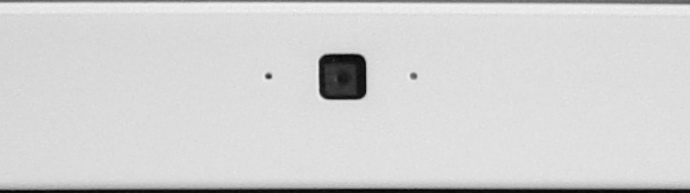
Integrovaná webkamera v noteboocích

Na přelomu století, výrobci počítačového hardwaru začali vestavovat webové kamery přímo do notebooků a obrazovek stolních počítačů, čímž se
eliminovala nutnost použití externí USB nebo Firewire kamery. Postupně se webkamery více využívaly pro komunikaci mezi dvěma nebo několika
málo lidmi, než pro poskytnutí pohledů na webových stránkách pro veřejné návštěvníky.

## Video hovory a konference
Nově byla také přidána možnost webové kamery do instant messaging, textové chatové služby, jako je například AOL Instant Messanger. One-to-one živá videokomunikace přes internet nyní dosáhla milionu stálých PC uživatelů po celém světě. Zlepšení kvality obrazu pomohlo webovým kamerám postupně pronikat do tradičních systémů pro video konference. Nové funkce, jako je automatické ovládání osvětlení, real-time rozšíření (retušování, vyhlazování vrásek a vertikální roztažení), automatické sledování obličeje a automatické ostření, pomáhají uživatelům tím, že podstatně usnadňují jejich užívání, což dále navyšovalo popularitu webových kamer.
Funkce a výkon webových kamer se může lišit podle jednotlivých programů, počítačových operačních systémů a také podle možností počítačových procesorů. Například, vysoce kvalitní video bylo v podstatě k dispozici jen uživatelům některých webových kamer značky Logitech pouze v případě, že jejich počítače byly vybaveny dual-core procesory, které splňovaly určité specifikace. Podpora video hovorů byla také přidána do několika populárních instant messaging programů.
Některé stránky s on-line televizní vysíláním využily této technologie k vytvoření Internetových televizních programů, které se soustředily kolem dvou (nebo více) lidí komunikujících mezi sebou z různých míst. Mimo jiné, používá tuto technologii k rozhovorům mezi předními novináři, vědci, bloggery a filozofy.

## Video zabezpečení
Webkamery jsou dnes také využívány jako bezpečnostní kamery. Software umožňuje z připojených kamer k počítači sledovat pohyb a slyšet zvuk, současně i obojí zaznamenávat.
V jednom dobře známém případě se stalo, že počítač odeslal nahrávku z webové kamery, na níž byl zaznamenán zloděj, který poté počítač odcizil svému majiteli. Majitel počítače tímto mohl využít nahrávku z webové kamery, na které byl zaznamenán přesný obraz zlodějovy tváře.

## Soukromí
Mnoho uživatelů raději preferuje soukromé využití webkamery a většinou nestojí o to, aby webkamera plnila hlavní funkci webkamery, pro které byla webová kamera původně určena. Soukromí může být narušeno v případě, že počítač napadne potenciálně nevyžádaný software v podobě „Trojského koně“, který umožňuje hackerovi aktivovat webovou kameru bez vědomosti uživatele a poskytne mu tak živé video vysílání přímo z webkamery oběti. Proto se začaly některé starší webkamery vybavovat krytkou objektivu, která tomuto zamezovala. Většina nových webkamer má již vestavěnou LED diodu, která se rozsvítí vždy, když je webkamera aktivní.
V lednu 2005 bylo možné pomocí příkazů, zveřejněných na on-line fóru, najít na vyhledávačích návod, který umožňoval tisícům uživatelů se vzdáleně připojit na on-line webové rozhraní high-end webových kamer Panasonic. Většina těchto kamer totiž fungovalo na výchozí konfiguraci, která nevyžaduje žádné přihlašovací údaje ani ověření IP adresy, což umožnilo všem takto připojeným uživatelům jejich neomezené sledování.
V případu "WebcamGate" Robbinson v. Lower Merion School District z roku 2010, žalobci obvinili dva zaměstnance příměstské střední školy ve Philadelphii, kteří dálkově aktivovaly webkamery iSight integrované ve školních noteboocích MacBook, které studenti školy používali doma a tímto je nelegálně sledovali a porušovali jejich právo na soukromí. Nakonec bylo zjištěno, že zaměstnanci školy tímto způsobem pořídili kolem 66 000 fotografií, včetně snímků studentů ve svých ložnicích.

## Vstupní ovládací zařízení

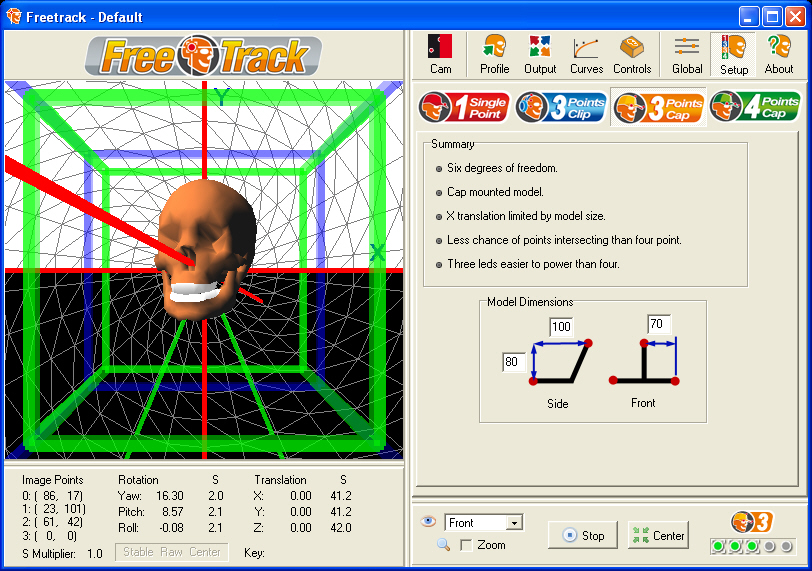
Program FreeTrack

Speciální software může využít video záznam z webové kamery pro snadnější a rozšířené ovládání aplikací a her. Webová kamera dokáže sledovat a následně rozpoznat nejen barvy, tvary a modely, ale také obličeje a vše lze použít pro odpovídající způsob ovládání. Například pro emulaci pohybu kurzoru myši lze využít jednotný zdroj světla, kterým pohybujeme stejným způsobem, jakým bychom pohybovali myší. Stejně tak lze využít hlavovou svítilnu pro hand-free práci na počítači, což může značně zlepšit přístupnost počítače.
FreeTrack je volně stažitelná aplikace určená pro sledování pohybu pomocí webové kamery pro operační systémy Microsoft Windows. Umožňuje sledovat pohyb speciálního zařízení umístěného na hlavě až do šesti stupňů neomezené pohyblivosti a předávat data dále do vstupních zařízení jako je myš, klávesnice a joystick nebo přímo hrám podporující program FreeTrack. Další variantou je komerční verze této technologie, TrackIR, která umožňuje po odstranění IR filtru využívat IR LED diody, což má za výhodu, že jsou lidskému oku neviditelné a tudíž odstraňují nevýhodu rušivých elementů.
Stejně tak EyeToy pro herní konzoli Sony PlayStation 2 (před 8 lety nahrazená novým modelem PlayStation 3, který využívá ekvivalent EyeToy, nazvaný PlayStation Eye) a konkurenční Microsoft Xbox Live Vision Camera a Kinect AKA "Project Natal" pro Xbox 360 a Xbox Live, jsou barevné digitální kamery, které se začaly využívat jako alternativní ovladač pro různé hry.
Existují také některé jednoduché hry pro PC založené na ovládání pomocí webové kamery, které jsou k dispozici jako samostatně spustitelné aplikace nebo jako aplikace v okně webové prohlížeče využívající Adobe Flash.

## Technologie

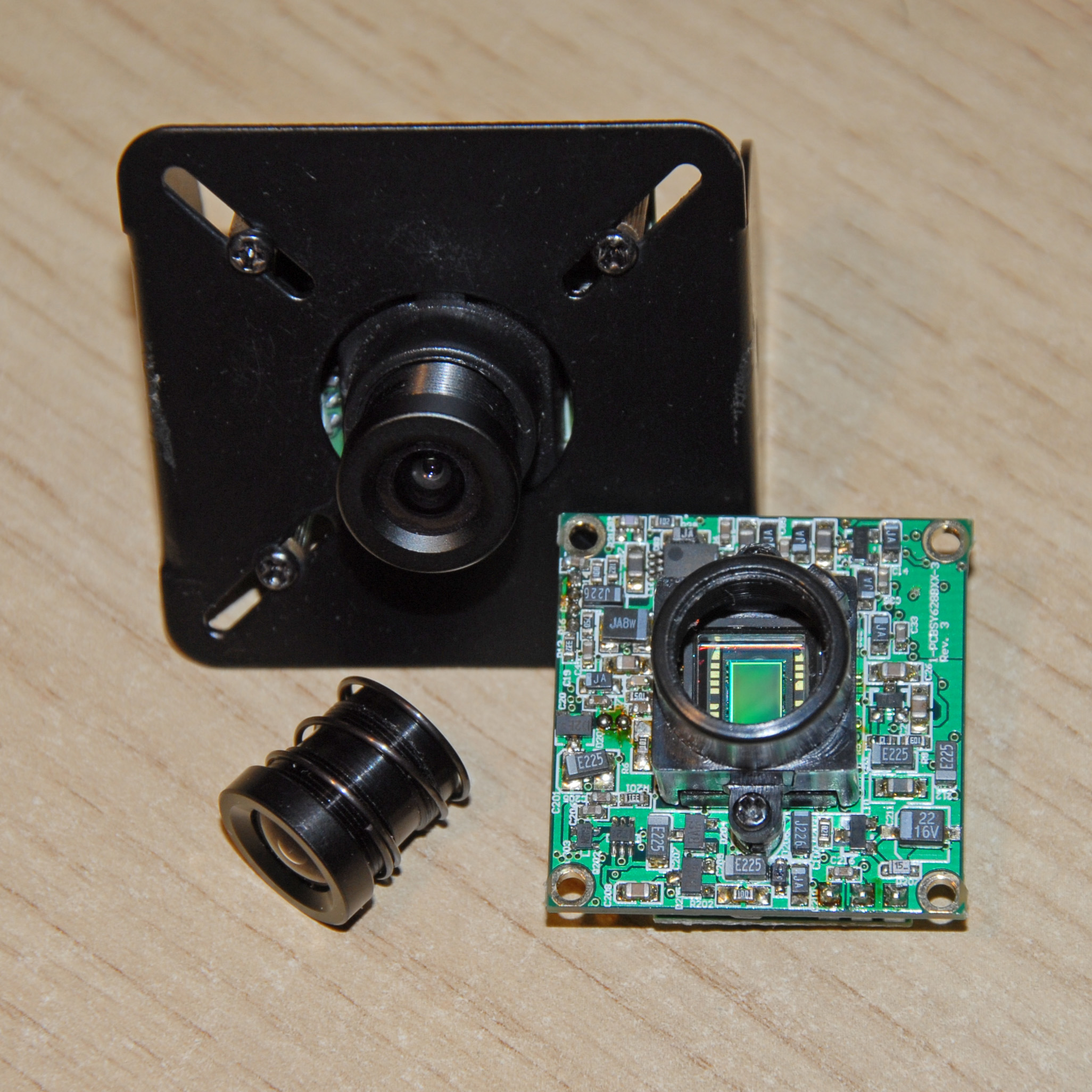
Rozmontovaná webová kamera

Webové kamery se nejčastěji skládají z objektivu, obrazového snímače a podpůrné elektroniky. K dispozici je nepřeberné množství různých objektivů, ale u klasických webových kamer se nejčastěji používal plastový objektiv s možností ručního nastavení ostření.
U některých starších kamer se taktéž používal statický objektiv bez možnosti nastavení ostření. V dnešní době jsou již k dispozici webové kamery s automatickým ostřením a dostatečnou hloubkou ostrosti, což zaručuje optimální kvalitu videa pořízeného webkamerou. Výrobci vybavují webkamery obrazovými senzory CMOS nebo CCD, které se výhradně používaly u levných fotoaparátu, což notně neznamená,
že webkamery vybavené obrazovým senzorem CCD budou lepší než levné fotoaparáty vybavené CMOS senzorem. Většina běžných webových kamer je schopná poskytnout video s VGA rozlišením o rychlosti 30 snímku za sekundu. Mnoho nových zařízení však může poskytnout i video v multi-megapixelovém rozlišení a některé nabízejí i vysoký počet snímků jako například PlayStation Eye, která dokáže produkovat při rozlišení 320x240 pixelů až 120 snímků za sekundu.

### Webkamera z mobilu
Webkameru z mobilu lze vytvořit pomocí specializovaných aplikací, např. Droid cam v Androidu. V Androidu 14 a vyšším (tj. od roku 2023) stačí připojit mobilní telefon k počítači a vybrat nabízenou možnost Webcam.
Apple MacOS nabízí funkci webkamery v podobě mobilního telefonu pomocí funkce Fotoaparát v Kontinuitě. Microsoft nabízí ve Windows 11 webkameru z mobilního telefonu aplikace Connected Camera, která je navázaná na aplikaci Propojení s telefonem (v mobilním telefonu je to aplikace Propojení s Windows) pro Android 9.0 a novější.